# Cauratettix borellii
Cauratettix borellii är en insektsart som först beskrevs av Giglio-tos 1894.  Cauratettix borellii ingår i släktet Cauratettix och familjen gräshoppor. Inga underarter finns listade i Catalogue of Life.